# 配偶狸藻
配偶狸藻（學名：Utricularia uxoris）為狸藻屬小型附生食虫植物。其为哥斯达黎加的特有种。配偶狸藻与兰花狸藻组（Orchidioides）其他物种的区别在于其绿色的花朵花型小，且距为白色。其仅存在于哥斯达黎加卡塔戈省的模式产地。2004年，豪尔赫·戈麦斯-劳里托（Jorge Gómez-Laurito）、迭戈·萨拉萨尔（Diego Salazar）和豪尔赫·卡莫纳（Jorge Carmona）首次采集到了配偶狸藻。2005年，豪尔赫·戈麦斯-劳里托正式描述了配偶狸藻。
配偶狸藻可能只是詹姆森狸藻（U. jamesoniana）的一个变种或变型。但根据豪尔赫·戈麦斯-劳里托对配偶狸藻的原始描述，配偶狸藻的花冠浅裂，而詹姆森狸藻的花冠深裂。

## 外部連結
- 食虫植物照片搜寻引擎中配偶狸藻的照片 （页面存档备份，存于）

 维基共享资源上的相關多媒體資源：配偶狸藻
 維基物種上的相關：配偶狸藻